# Borrowdale

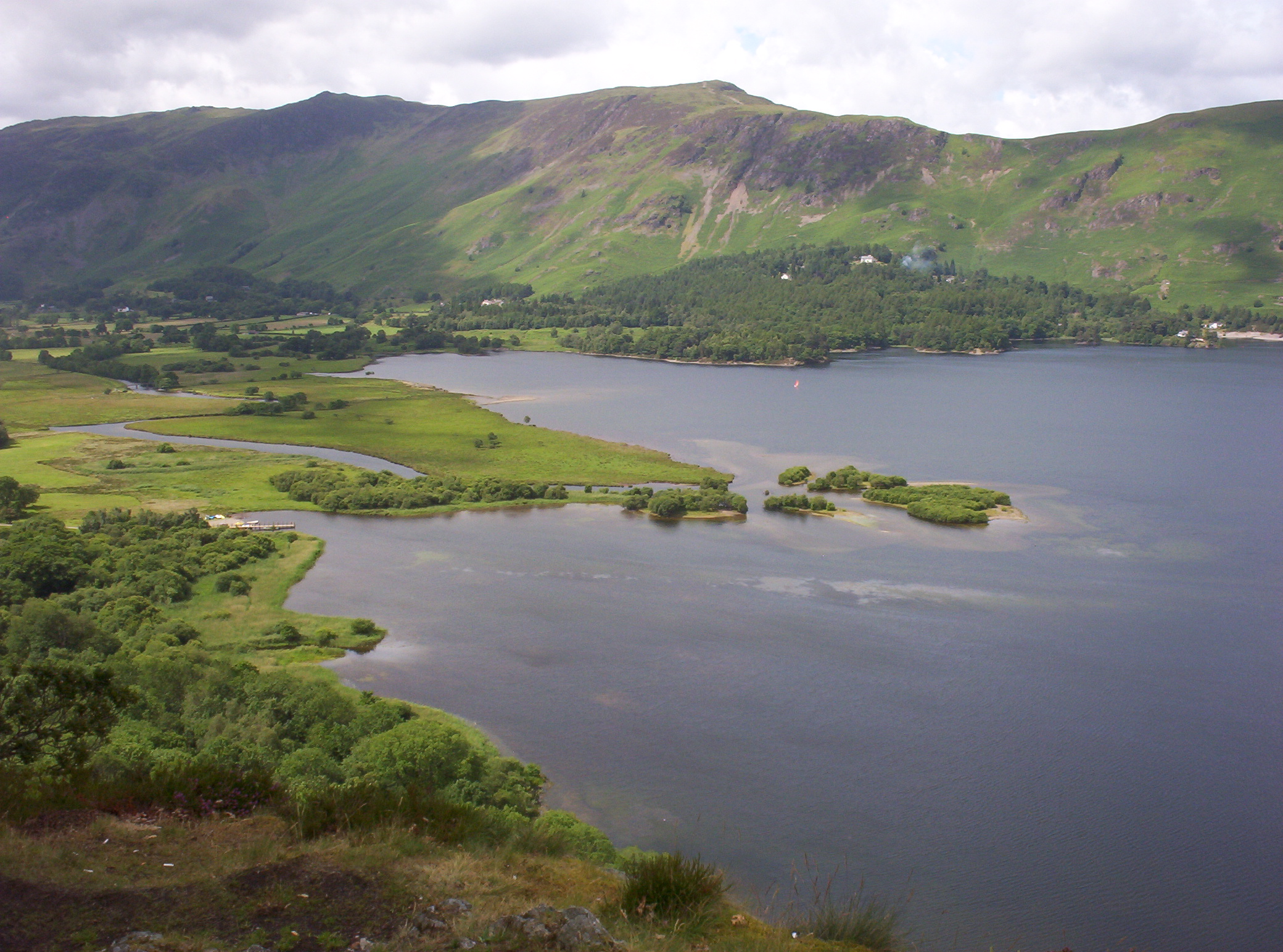
Das Borrowdale am Südende des Derwent Water

Borrowdale ist ein Tal und eine civil parish im Lake District in der englischen Grafschaft Cumbria. Es liegt in der traditionellen Grafschaft Cumberland und wird manchmal auch als Cumberland Borrowdale, um es von einem gleichnamigen Tal in Westmorland zu unterscheiden.
Das Tal befindet sich ungefähr in der Mitte des Lake District. Es gilt als landschaftlich außerordentlich reizvoll, ist von allen Seiten von hohen Bergen umgeben und wird vom Fluss Derwent in Richtung Norden durchflossen, der am unteren Ende des Tals den See Derwent Water bildet. Es gibt in der Nähe kleine Wasserfälle und das Tal ist Ausgangspunkt zur Ersteigung von Englands höchsten Gipfeln, darunter dem Sca Fell. In der dünn besiedelten Gegend gibt es auch eine weitläufige Zivilgemeinde (engl. civil parish) mit dem Namen Borrowdale, die zur Unitary Authority Cumberland gehört und laut der Volkszählung des Jahres 2001 nur gerade 438 Einwohner zählt.
Der Stake Pass verbindet Borrowdale mit Great Langdale im Süden.
Die Villa Barrow House dient heute als Hotel.